# Saphenista absidata
Saphenista absidata är en fjärilsart som beskrevs av Józef Razowski 1994. Saphenista absidata ingår i släktet Saphenista och familjen vecklare. Inga underarter finns listade i Catalogue of Life.